# مركز الاستكشاف وهندسة البترول والأبحاث المتقدمة
مركز الاستكشاف وهندسة البترول والأبحاث المتقدمة ويسمى اختصارا بـإكسبك هو مركز أبحاث ينتمي إلى شركة أرامكو السعودية ويقع في مدينة الظهران شرق المملكة العربية السعودية وهو واحد من مراكز الأبحاث العلمية العشرة التي تكون شبكة الأبحاث العالمية في أرامكو.

## شبكة الأبحاث العالمية
تمتلك شركة أرامكو السعودية عشرة مراكز أبحاث حول العالم تعمل معا؛ ثلاثة منها في السعودية والباقي يتوزع على كل من الولايات المتحدة الأمريكية، أوروبا، وآسيا:
- أبردين، اسكتلندا
- بكين، الصين
- بوسطن، الولايات المتحدة الأمريكية
- دايجون، كوريا الجنوبية
- دلفت، هولندا
- ديترويت، الولايات المتحدة الأمريكية
- الظهران، المملكة العربية السعودية
- هيوستن، الولايات المتحدة الأمريكية
- باريس، فرنسا
- ثول، المملكة العربية السعودية

## مجالات اشتغال إكسبك
إكسبك مسؤول عن تطوير تكنولوجيا حقول النفط والغاز الطبيعي (المنبع). يضم المركز 850 عالمًا من مختلف التخصصات، موزعين على ستة فرق تكنولوجية وقسم مختبر واحد يتناول الجوانب المختلفة لاستكشاف النفط والغاز وتطويرهما وإنتاجهما. هذه الفرق هي: تقنيات فيزياء الأرض (الجيوفيزياء)، تقنيات الجيولوجيا، تقنيات هندسة المكامن، تقنيات النمذجة الحاسوبية، تقنيات الإنتاج، وتقنيات الحفر.
يقوم إكسبك بأحدث الأبحاث والتطويرات في مجال التنقيب والإنتاج في أرامكو السعودية. يركز باحثوا إكسبك على تطوير تقنيات مبتكرة واختبارها ميدانيًا في أكبر حقول النفط والغاز وأكثرها إنتاجية في العالم أي تلك الموجودة في المملكة العربية السعودية. تقوم فرق البحث التابعة لـإكسبك بتطوير مجموعة واسعة من التقنيات الأولية للديناميك التي تمتد من مقياس النانو، كما يتضح من العوامل النانوية لخزان المياه Resbots، وصولاً إلى مقياس جيݣا، كما في تقنية محاكاة خزان الخلايا العملاقة GigaPOWERS، والعديد من المفاهيم الجديدة الجريئة بينهما.

### تقنيات الوقود النظيف
يتوجة إكسبك إلى تطوير تركيبات وقود مبتكرة وتقنيات محركات احتراق داخلي أكثر كفاءة للحد من الانبعاثات الكربونية وتحسين كفاءة استهلاك الوقود لجميع قطاعات استهلاك الطاقة حول العالم.

## المرأة في إكسبك للأبحاث المتقدمة
أنشأ مركز إكسبك للأبحاث المتقدمة في عام 2017م «مجموعة المرأة» للتركيز على تطوير الموظفات العاملات فيه. من خلال التعاون مع قسم تطوير المرأة والتنوع، طُورت أنشطة مصممة خصيصًا لتتماشى مع نسيج مركز إكسبك للأبحاث المتقدمة وبرامج قسم تطوير المرأة والتنوع.

## الماراثون التقني الأول
رعى مركز الأبحاث المتقدِّمة في إكسبك سنة 2019، أول ماراثون تقني يقيمه مركز موسكو للأبحاث، وكان تحت شعار «الماراثون التقني لحلول التنقيب والإنتاج في أرامكو السعودية». اجتذب الماراثون أكثر من 170 مشاركًا من حوالي 40 جهة روسية، وسعى لإيجاد حلول لأربعة تحديات تقنية تم تحديدها مسبقًا تواجه قطاع التنقيب والإنتاج.